# Wheeler County (Nebraska)
Wheeler County is een county in de Amerikaanse staat Nebraska.
De county heeft een landoppervlakte van 1.490 km² en telt 886 inwoners (volkstelling 2000). De hoofdplaats is Bartlett.

## Bevolkingsontwikkeling

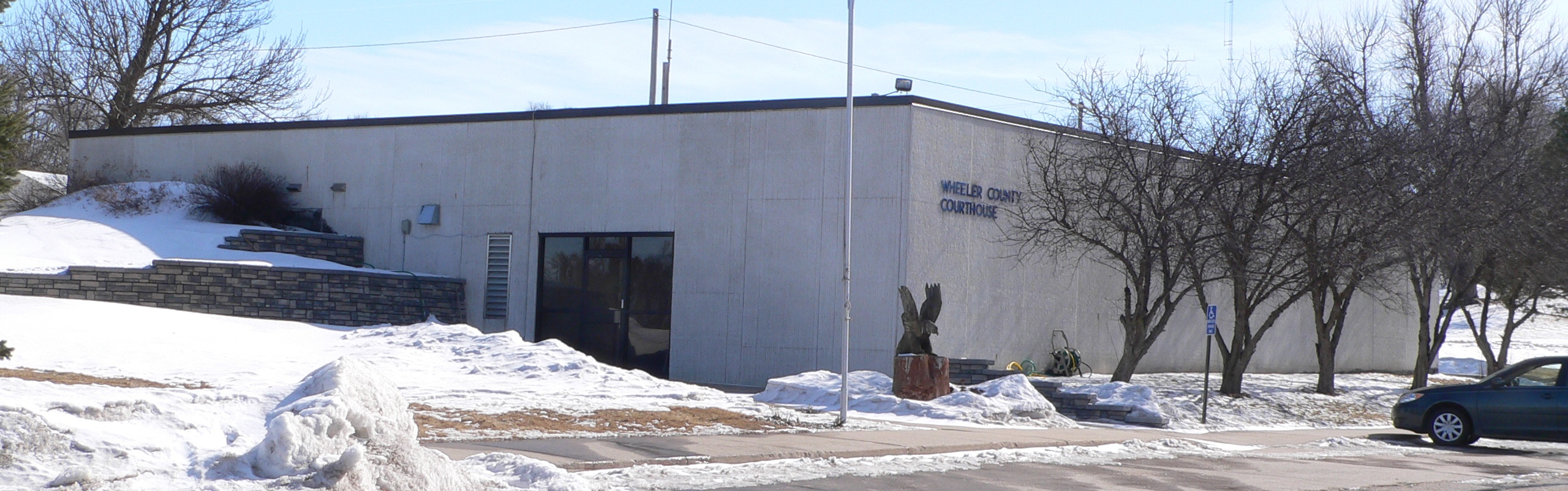
Wheeler County Courthouse